# 城关镇 (尤溪县)
城关镇，是中华人民共和国福建省三明市尤溪县下辖的一个乡镇级行政单位。

## 行政区划
城关镇下辖以下地区：
东街社区、西街社区、水南社区、西门社区、北门社区、城东社区、沈塔社区、城关村、埔头村、石路村、下村、新洋村、腾洋村、星明村、园溪村和水东村。